# Paula Ortiz Álvarez
|  | Per a altres significats, vegeu «Paula Ortiz». |

Paula Ortiz Álvarez (Saragossa; 8 de gener de 1979) és una directora, guionista i productora aragonesa que treballa a Get in the Pictures Productions i Amapola Films. Es va llicenciar en 2002 en Filologia Hispànica per la Universitat de Saragossa i va realitzar el Màster d'Escriptura per a Cinema i Televisió de la UAB (2003). A més, es va formar en direcció de cinema en el Graduate Department of Film and TV de la prestigiosa Tisch School of the Arts de la universitat de Nova York (2006 i 2007). També va cursar estudis de màster de guió i teoria literària en UCLA (2008 i 2009), principal centre de formació cinematogràfica de Los Angeles.
Al març de 2012 va estrenar el seu primer llargmetratge de tu ventana a la mía, protagonitzat per Maribel Verdú, on va collir nombrosos premis nacionals i internacionals, i un gran recorregut comercial. Al desembre de 2015 va estrenar La núvia, una adaptació lliure de l'obra Bodas de Sang, de Federico García Lorca. L'estrena de la pel·lícula va tenir lloc en la 63 Edició del Festival de Sant Sebastià obtenint una unànime aclamació per part de la crítica. A més, fins a la data la pel·lícula ha estat nominada i premiada àmpliament en els premis Goya 2016, Premis Feroç 2016, Premis CEC 2016, premis Paramount Channel 2016, entre d'altres, comptant amb premis a la Millor Direcció, Millor Pel·lícula, i Millor Guió Adaptat, entre d'altres. Totes dues pel·lícules, amb gran èxit en la taquilla espanyola, han estat distribuïdes internacionalment en més de 20 països.
A més, és professora del Grau de Comunicació Audiovisual de la Universitat de Barcelona, i col·labora amb la Universidad de San Jorge de Saragossa. Amb el seu primer llargmetratge, De tu ventana a la mía, va ser nominada al premi Goya 2011 a millor director novell i va guanyar el premi Pilar Miró 2011 en la Seminci de Valladolid.

## Biografia
Va nàixer a Saragossa al 1979. Llicenciada en Filologia Hispànica per la Universitat de Saragossa (2002) i té un màster d'Escriptura pel Cinema i la TV de la Universitat Autonoma de Barcelona (2003). Va gaudir de la beca FPU del Ministeri d'Educació (2004-2008), treballant com a investigadora i professora en l'àrea d'Estudis de Cinema i altres Mitjans Audiovisuals del Departament d'Història de l'Art de la Universitat de Saragossa. D'aquest treball va fer la tesi doctoral, titulada El guión cinematográfico: actualización de sus bases teóricas y prácticas, dirigida per Agustín Sánchez i defensada el 31 de gener de 2011 a la Universitat de Saragossa.
Es va formar en direcció de cine al Graduate Department of Film and Television de la Tisch School of the Arts de la Universitat de Nova York (NYU) i va completar els seus estudis de guió a UCLA, Los Angeles, principal centre de formació cinematogràfica de Califòrnia. Va ser membre del Taller Bigas Luna, per narradors audiovisuals, i ha participat en la Screenwriters Expo de Los Angeles i altres fòrums de guionistes a Espanya i Estats Units.

## Filmografia
| Any  | Títol                                                      | Acreditada com | Acreditada com | Acreditada com | Acreditada com | Anotacions                                                                                                  |
| Any  | Títol                                                      | Directora      | Guionista      | Productora     | Editora        | Anotacions                                                                                                  |
| ---- | ---------------------------------------------------------- | -------------- | -------------- | -------------- | -------------- | --- |
| 2001 | Para contar una historia en cinco minutos,                 | Sí             | Sí             | Sí             |                | Premi a la Millor Opera Prima del Festival de Cine de Fuentes de Ebro (SCIFE). Co-dirigit amb una companya. |
| 2002 | Saldría a pasear todas las noches. Declaración de Katerina | Sí             |                |                |                | Adaptació d'un conte de Bernardo Atxaga.                                                                    |
| 2003 | El rostro de Ido                                           | Sí             | Sí             | Sí             | No             | Curtmetratge                                                                                                |
| 2005 | Fotos de familia                                           | Sí             | Sí             | Sí             | No             | Curtmetratge                                                                                                |
| 2008 | El hueco de Tristán Boj                                    | Sí             | Sí             | No             | No             | Curtmetratge                                                                                                |
| 2011 | De tu ventana a la mía                                     | Sí             | Sí             | Sí             | Sí             | També lletrista de la canço Debajo del limón. Premi Pilar Miró 2011 en la Seminci de Valladolid.            |
| 2015 | La novia                                                   | Sí             | Sí             | No             | No             | Una adaptació de Bodas de Sangre, de Federico García Lorca                                                  |
| 2020 | En casa                                                    | Sí             | Sí             | No             | No             | Episodi 1x05: Así de fácil.                                                                                 |
| 2021 | Historias para no dormir                                   | Sí             | Sí             | No             | No             | Episodi 1x03: El asfalto                                                                                    |
| 2022 | Across the River and Into the Trees                        | Sí             | No             | No             | No             | |
| 2023 | Teresa                                                     | Sí             | No             |                |                | |
| 2024 | La virgen roja                                             | Sí             | Sí             | No             | No             | |